# 姜璧
姜璧（1540年—1596年），字完卿，號蒲汀，順天府霸州文安縣（今河北省文安縣）人，明朝政治人物。

## 生平
隆慶四年（1570年）順天府鄉試第二十七名。隆慶五年（1571年），聯捷辛未科進士。吏部觀政，授樂安縣知縣。萬曆五年（1577年），入為河南道監察御史。次年，出按兩淮鹽法，因丁憂歸里。萬曆十一年（1583年）服闕，复除本道御史，出按中州河南，次年以疾歸。萬曆十四年（1586年），起原官，巡视京營戎政，復京畿道刷查，兼掌河南道事，大計羣吏。姜璧任御史先後十三年，始于萬曆十七年進大理寺右寺丞，不久轉左，次年晉大理寺左、右少卿。萬曆十九年（1591年）春，晉都察院右僉都御史，撫治鄖陽。萬曆二十年（1592年）秋，詔改璧调南京留都用。姜璧以太夫人年老，不復出仕，又三年，因病卒，年五十七。

## 家族
曾祖父姜洪；祖父姜隆；父姜師呂。母劉氏；前母董氏。具庆下。子姜揚武，萬曆丙辰進士；次子姜绳武。孙姜铨、姜铉。

## 其他
高陽孫承宗，青年時代曾在姜璧家讀書。